# Hexafluorure de tungstène
L'hexafluorure de tungstène, ou fluorure de tungstène(VI), est un composé chimique de formule WF6. Dans les conditions normales de température et de pression, il se présente sous la forme d'un gaz incolore dont la masse volumique de 12,4 g/L, environ 10,3 fois la densité de l'air, est la plus élevée des gaz connus dans ces conditions — la masse volumique du radon n'est alors que de 9,73 g/L. L'hexafluorure de tungstène s'hydrolyse au contact de l'humidité de l'air ce qui provoque l'émission de fumées, et a une odeur piquante. Il est essentiellement utilisé dans les procédés de dépôt chimique en phase vapeur de l'industrie des semiconducteurs pour produire des couches de tungstène métallique ou de disiliciure de tungstène WSi2 réalisant des contacts ohmiques appréciés du fait de la grande stabilité thermique et chimique du tungstène.

## Propriétés
L'hexafluorure de tungstène est très toxique et corrosif car il réagit violemment avec l'eau pour former de l'acide fluorhydrique HF en donnant des oxyfluorures de tungstène ou de l'acide tungstique H2WO4 :
WF6 + 4 H2O ⟶ H2WO4 + 6 HF.
Sa forte tendance à l'hydrolyse, contrairement à l'hexafluorure de soufre SF6 qui présente pourtant une structure à première vue semblable, peut s'expliquer par le rayon de covalence de l'atome central de tungstène, sensiblement plus élevé que celui du soufre (162 pm contre 105 pm), de sorte que le tungstène est stériquement moins encombré.
Aux températures supérieures à 17,1 °C à pression atmosphérique, l'hexafluorure de tungstène est un gaz diamagnétique incolore. Dans la plage de température de 2,3 à 17,1 °C, c'est un liquide jaune pâle dont la masse volumique vaut 3,44 g/cm3 à 15 °C,. À 2,3 °C, il gèle en un solide blanc cristallisé dans le système cubique avec pour paramètres cristallins a = 628 pm et Z = 2, donnant une masse volumique calculée de 3,99 g/cm3. On observe une transition de phase à −9 °C vers le système orthorhombique dans le groupe d'espace Pnma (no 62) avec pour paramètres a = 960,3 pm, b = 871,3 pm, c = 504,4 pm et Z = 4, pour une masse volumique calculée de 4,56 g/cm3. Les atomes de fluor adoptent une disposition hexagonale compacte.
Son point critique se situe à 179,6 °C et 4,57 MPa, avec une masse volumique de 1,28 kg/L, tandis que son point triple se situe à 2,4 °C et 55,97 kPa.
À l'état gazeux, il est environ 10,3 fois plus dense que l'air, ce qui en fait le gaz le plus dense connu aux conditions normales de température et de pression. À l'état condensé, sa masse volumique se situe en revanche dans la plage typique des composés de métaux lourds covalents ou ioniques.
La molécule WF6 a une géométrie octaédrique Oh, avec des liaisons W–F longues de 182,6 pm. Cette symétrie moléculaire élevée s'observe dans la plupart des composés apparentés. Cependant, l'hexahydrure de tungstène WH6 et l'hexaméthyltungstène W(CH3)6 adoptent une géométrie prismatique trigonale,.

## Production
On obtient l'hexafluorure de tungstène en faisant réagir du tungstène dans un flux de fluor F2 à des températures comprises entre 350 à 400 °C, :
W + 3 F2 ⟶ WF6.
Le WF6 gazeux est séparé de l'oxytétrafluorure de tungstène(VI) (en) WOF4 par distillation. Il est également possible d'employer du monofluorure de chlore ClF, du trifluorure de chlore ClF3 ou du trifluorure de brome BrF3 à la place du fluor gazeux. Une autre voie de production fait intervenir le trioxyde de tungstène WO3 avec le fluorure d'hydrogène HF, le trifluorure de brome BrF3 ou le tétrafluorure de soufre SF4. L'hexafluorure de tungstène peut également être obtenu par conversion de l'hexachlorure de tungstène WCl6 :
WCl6 + 6 HF ⟶ WF6 + 6 HCl ;
WCl6 + 2 AsF3 (en) ⟶ WF6 + 2 AsCl3 ;
WCl6 + 3 SbF5 ⟶ WF6 + 3 SbF3Cl2.
En raison de la similitude chimique du molybdène et du tungstène, le produit obtenu contient des impuretés d'hexafluorure de molybdène MoF6 qui peuvent être éliminées par réduction avec n'importe quel élément, y compris le molybdène lui-même, à des températures modérément élevées,.

## Applications
L'utilisation principale de l'hexafluorure de tungstène est dans les procédés de dépôt chimique en phase vapeur de tungstène dans l'industrie des semiconducteurs. L'intérêt du tungstène dans cet usage réside dans sa stabilité thermique et chimique ainsi que dans sa faible résistivité (5,6 µΩ cm) et son électromigration limitée. WF6 est utilisé préférentiellement à l'hexachlorure de tungstène WCl6 et à l'hexabromure de tungstène (de) WBr6 en raison de sa pression de vapeur plus élevée, qui donne des vitesses de dépôt plus élevées. Deux méthodes de dépôt ont été développées depuis 1967 : la décomposition thermique et la réduction par l'hydrogène. Il faut un gaz de très grande pureté, de 99,98 % à 99,9995 % de WF6 selon le type d'application.
Les molécules de WF6 doivent être clivées par le processus de dépôt chimique. La décomposition est généralement facilitée en mélangeant le WF6 avec de l'hydrogène H2, du silane SiH4, du germane GeH4, du diborane B2H6, de la phosphine PH3 et des gaz hydrogénés apparentés. 

### Catalyse par le silicium
L'hexafluorure de tungstène réagit au contact du substrat en silicium. Sa décomposition dépend de la température :
2 WF6 + 3 Si ⟶ 2 W + 3 SiF4 en dessous de 400 °C ;
WF6 + 3 Si ⟶ W + 3 SiF2 au-dessus de 400 °C.
Cette particularité est essentielle dans la mesure où la réaction consomme deux fois plus de silicium à haute température. La décomposition survient sélectivement sur le silicium pur, pas sur le dioxyde de silicium SiO2 ou le nitrure de silicium Si3N4, de sorte que le dépôt est très sensible aux contaminations ou aux traitements du substrat. La réaction est rapide mais sature lorsque la couche de tungstène atteint 10 à 15 µm d'épaisseur car le tungstène bloque la diffusion des molécules de WF6 vers le silicium, qui l'unique catalyseur dans ce procédé.
Si le dépôt est réalisé non pas sous atmosphère inerte mais en présence d'oxygène, il se forme alors un dépôt de trioxyde de tungstène WO3.

### Catalyse par l'hydrogène
La réaction de dépôt se déroule entre 300 et 800 °C en libérant des vapeurs de fluorure d'hydrogène :
WF6 + 3 H2 ⟶ W + 6 HF.
La cristallinité des couches de tungstène déposées dépend à la fois du rapport WF6/H2 et de la température du substrat : des valeurs faibles pour ce rapports et la température forment des cristallites de tungstène orientés (100) tandis que des valeurs élevées favorisent une orientation (111). La formation de HF est un inconvénient car ses vapeurs sont très corrosives et attaquent la plupart des matériaux. De plus, le tungstène déposé sur le dioxyde de silicium, principal matériau de passivation en électronique, adhère peu à sa surface, de sorte que le SiO2 doit être revêtu d'une couche intermédiaire avant d'y déposer du tungstène. HF présente en revanche l'intérêt d'éliminer les couches d'impuretés sur la surface exposée. 

### Catalyse par le silane et le germane
Le dépôt de tungstène à partir d'un mélange WF6/SiH4 est caractérisé par une vitesse de réaction élevée, une bonne adhérence sur les surfaces et la formation de couches de tungstène régulières. Ce procédé présente en revanche un risque d'explosion, tandis que sa vitesse de réaction ainsi que la géométrie des dépôts sont très sensibles aux paramètres de réaction, notamment le rapport de mélange et la température du substrat. Le silane est par conséquent généralement utilisé dans un premier temps pour déposer le tungstène en une couche mince de nucléation avant de basculer sur un mode catalysé par l'hydrogène qui ralentit la vitesse de réaction et nettoie les dépôts.
Le dépôt de tungstène à partir d'un mélange WF6/GeH4 est semblable au précédent mais le tungstène ainsi déposé est contaminé par le germanium à hauteur de 10 à 15 %, ce qui fait passer sa résistivité d'environ 5 à 200 µΩ cm.